# Fusell TERA Tipus 1

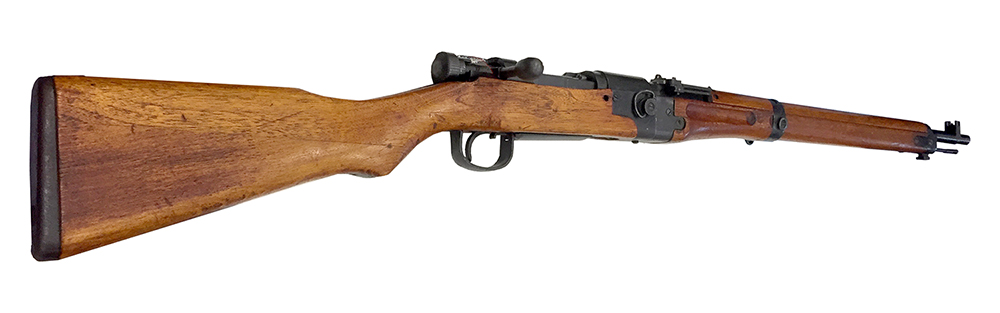
Un fusell TERA Tipus 2, la versió més estesa de la seria d'armes TERA

Fusell TERA Tipus 1 (挺進落下傘小銃／挺身落下傘小銃 "Teishin Rakkasan Shyoujyu", de japonès: Fusell avançat de paracaigudistes / fusell de voluntaris paracaigudistes) va ser un fusell dissenyat i produït a l'Imperi Japonès. Va ser utilitzat en la Segona Guerra Mundial i disparava una munició de 6,5×50mmSR Arisaka.

## Història
Durant algunes de les operacions amb tropes aerotransportades japoneses que es van fer a principis de la Segona Guerra Mundial, l'Exèrcit Imperial Japonès utilitzava les mateixes armes que amb la infanteria. El problema era que aquest equip era massa voluminós per als paracaigudistes i acostumaven a portar-ho en una bossa a part, la qual moltes vegades es perdia en el salt, deixant els paracaigudistes desarmats.
Per això, l'Exèrcit Imperial Japonès, va decidir crear un nou tipus d'armes, a les que va anomenar TERA. Es creu que l'Exèrcit va començar a investigar en aquestes armes després dels salts sobre les Índies Orientals Neerlandeses, on molts soldats van perdre el seu equipament en el salt.
Aquest fusell seria principalment utilitzat pel Teishin (Forces Especials de l'Exèrcit) i pel Rikusentai (Forces de Paracaigudistes de la Marina).

## Disseny
Els fusells i subfusells TERA tenien una característica en comú, que per a reduir la seva mida al màxim, es podien doblegar i separar per alguna part de l'arma. En el cas del fusell TERA Tipus 2, el fusell es podia doblegar i separa en dues parts: la culata i el sistema de forrellat i de foc, i el canó amb les mires.
El fusell TERA Tipus 1 era la conversió del fusell Tipus 38 per aconseguir les demandes de les tropes paracaigudistes. Disparava la mateixa munició de 6,5×50mmSR Arisaka, i tenia, majoritàriament, les mateixes característiques que un Tipus 38 normal.
Aquest fusell tenia una característica molt curiosa, que no comparteix amb gairebé cap altre fusell, que es la seva capacitat per a doblegar-se. Aquesta característica feia que la mida del fusell se reduís en un mida considerable, però no gaire gran.
Per poder doblegar la culata del fusell, primer s'havia de córrer el forrellat fins que arribes al punt d'obertura màxima de la recamara (això només es feia per a buidar la recamara, i es podia ometre aquest pas, però era molt recomanable). Una vegada oberta la recamara i el soldat hagués comprovat que no tenia munició carregada, podia començar a desmuntar la culata. En el lateral esquerra del fusell, es podia moure una palanca cap a sota, i una vegada fet, la culata quedava lliure per a poder col·locar-se com es volgués.
El fusell mai es va adoptar de manera oficial ni en grans quantitats, perquè el sistema que s'utilitzava per a reduir la seva mida, era considerat massa poc fiable.